# Haemophilus parainfluenzae
Haemophilus parainfluenzae es una especie de bacteria, miembro de la familia Pasteurellaceae, que se encuentra principalmente en la cavidad oral humana, y puede estar presente en la microbiota vaginal normal. Es la especie dentro del género que ocupa la mayor proporción en estos ambientes. Habitan también en la placa dental que se forma en la superficie de los dientes. Son Gram negativas, con formas pleomórficas usualmente filamentosas. Se han descrito algunas cepas de H. parainfluenzae con cápsula.[6] Las reacciones de oxidasa y catalasa para estos microorganismos suelen ser positivas, aunque la reacción oxidasa suele ser tardía.[2]

## Cultivo
Requieren medios altamente enriquecidos que generalmente contienen sangre, como el agar chocolate. Se pueden diferenciar de otras especies con el requerimiento del factor V para su crecimiento [3], en un ambiente enriquecido con CO2 a 35-37 °C. En general, sus colonias son de color gris claro u opaco amarillento, y presentan un aspecto enmarañado en los medios de crecimiento.[2] Alcanzan un diámetro de 1-2 mm después de 24 horas. La mayoría de las cepas producen colonias lisas con borde entero, sin embargo, otras presentan bordes lobulados.[1]

## Patogenia
Es un patógeno cada vez más reconocido en las infecciones invasivas, particularmente en los huéspedes inmunocomprometidos y donde existe una alteración de la piel o las barreras de la mucosa [3]. Esta especie puede causar endocarditis infecciosa en aproximadamente 3% de los casos. Las características comunes de este grupo son que frecuentemente colonizan la orofaringe.[4]
Es un agente infrecuente de infecciones humanas. Además de endocarditis, ha sido aislado de casos de epiglotis bacteriémica, bronquitis, sinusitis, otitis media, EPOC, neumonía, infecciones genitales, abscesos, entre otras. También ha sido aislado en extrañas ocasiones como causa de infección urinaria en adultos, así como raras infecciones hepatobiliares.[5]

## Sensibilidad a los antibióticos
La resistencia a la ampicilina por esta especie fue descrita en 1976 y usualmente resulta de la producción de una β-lactamasa.[2] La resistencia transmisible al cloranfenicol también ha sido descrita en H. parainfluenzae.[1]